# George Nicolaou
George Nicolaou (griechisch Γιώργος Νικολάου; * 19. März 1995) ist ein zypriotischer Badmintonspieler.

## Karriere
George Nicolaou gewann 2013 seine ersten nationalen Titel in Zypern, wobei er sowohl im Herreneinzel als auch im Herrendoppel mit Elias Nicolaou erfolgreich war. Bereits 2009, 2010 und 2012 wurde er nationaler Juniorenmeister.